# Reticulidia halgerda
Reticulidia halgerda Brunckhorst & Burn in Brunckhorst, 1990 è un mollusco nudibranco appartenente alla famiglia Phyllidiidae.

## Biologia
Si nutre di spugne del genere Aplysina.

## Distribuzione e habitat
Oceano Pacifico occidentale e centrale, Isole Figi e Isole Marshall incluse, dall'Australia a Taiwan.